# Adam Macierzanka
Adam Macierzanka – polski chemik, profesor Politechniki Gdańskiej – kierownik Katedry Technologii Koloidów i Lipidów na Wydziale Chemicznym. 

## Życiorys
W 1997 ukończył biotechnologię na Politechnice Gdańskiej, uzyskując tytuł magistra inżyniera. W 2004 uzyskał stopień doktora nauk technicznych, a w 2014 otrzymał stopień naukowy doktora habilitowanego nauk chemicznych, w dyscyplinie biotechnologia, na podstawie zrealizowanych badań naukowych, obejmujących obszar technologii i biotechnologii żywności, bio-koloidów, białek, trawienia, struktury personalizowanej żywności i transportu koloidalnego. 
Na Politechnice Gdańskiej został zatrudniony w 2004 roku; zaczynał jako asystent, a w latach 2005-2006 pracował jako adiunkt. W 2006-2008 odbył staż naukowy post-doc w Institute of Food Research, Norwich, Wielka Brytania, a w latach 2008-2015 dostał tam pełny etat naukowy. W 2012-2014 pracował jako profesor (International Chair in Food Science and Health) w Agrocampus Ouest Univ. (Department of Food Science and Technology), Rennes, Francja, oraz samodzielny pracownik naukowy w Institut National de la Recherche Agronomique, INRA STLO (Bioactivity & Nutrition Research Group), UMR 1253, Rennes, Francja. W 2014-2015 samodzielny pracownik naukowy (Research Leader, Colloid Science) w Institute of Food Research, Norwich, Wielka Brytania. Od 2015 roku ponownie związany z Politechniką Gdańską. W latach 2015–2019 kierownik Katedry Technologii Koloidów i Lipidów na Wydziale Chemicznym Politechniki Gdańskiej. Autor licznych publikacji oraz członek sieci i konsorcjów naukowych.